# 應變 (化學)
在化學中，分子在受到应力作用时会产生应变。应变会使得分子的结构更加不稳定，令分子的内能更高。应变令分子额外增加的内能称为应变能， 正如压缩后的弹簧可以受固定而防止势能释放，分子也可以通过该分子内的键合作用保持在热力学不稳定的构象上。 如果没有可以固定化构象的键，应变能就会释放出来。

## 摘要

### 熱力學
由吉布斯自由能差值可确定两构象异构体间相互转化的平衡常数。
{\displaystyle lnK_{eq}={\frac {-\Delta {G^{o}}}{RT}}\,}
若分子的状态转变过程伴随吉布斯自由能降低，則此轉變是自發反應。因此，高能量的构象會自發變成較低能量的構象。
焓和熵与吉布斯自由能在恒温下满足以下方程：
{\displaystyle \Delta {G^{o}}=\Delta {H^{o}}-T\Delta {S^{o}}\,.}

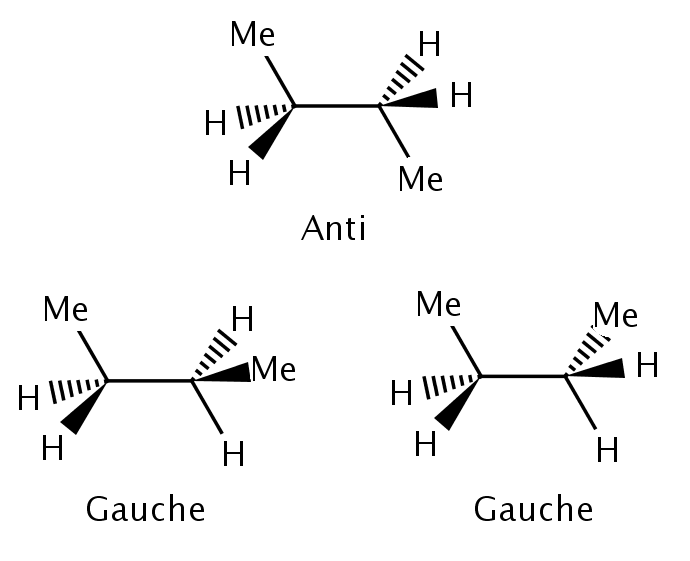
例子:丁烷的對交叉構象(anti)和邻交叉構象(gauche)

焓在熱力學中常用來確定更穩定的分子構象。应变能是由于分子内键强度减弱所致。 所以通常焓影响较大，起主导作用，而熵可以忽略。但是，當焓的值較小時，熵则不可忽略。例如，丁烷有對交叉構象與邻交叉構象。對交叉構象比邻交叉構象稳定0.9 kcal/mol（3.8 kJ/mol）。由此可以计算出在室溫下丁烷有約82%采用對交叉構象，18%采用邻交叉構象。但是邻交叉構象又有兩種可能，而對扭構象則直有一種可能。所以熵在邻交叉構象中提供0.4 kcal/mol（1.7 kJ/mol）的能量。实验表明，丁烷在室温下有70%为對交叉構象，30%为邻交叉構象，这可以说明在焓变较小的情况下，熵是不能忽略的。

### 確定分子的應變能

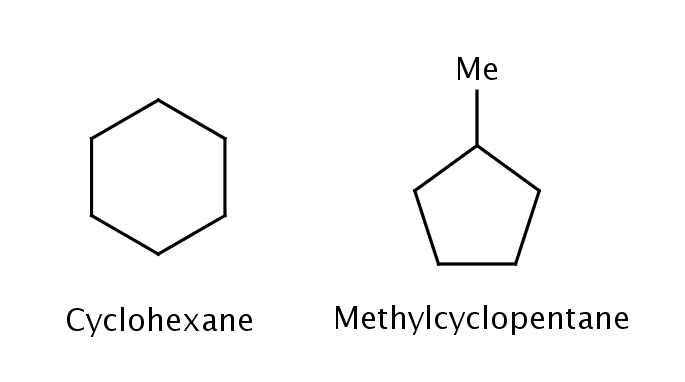
環己烷和甲基環戊烷

標準莫耳生成焓 (ΔHfo)指在標準狀態（101.3 kPa；25 ℃）下，生成1莫耳純淨物質放出（符號為負）或者吸收（符號為正）的熱量。在应变能的影响下，化合物的生成焓和預測值可能会有一定差异。例如，環己烷的生成焓 ΔHfo 為-29.9 kcal/mol（-125 kJ/mol），而甲基環戊烷的生成焓 ΔHfo 為-25.5 kcal/mol（-107 kJ/mol）。环己烷和甲基环戊烷有着一样的分子式和键数，由于两者受到的环张力不同，它们的生成焓却存在一定差异。在相關能量的實驗上，通常會使用方便实验测定与计算使用的燃燒焓。
計算出應變能需要了解化合物在無應變情況下的能量狀況。有兩種可用于确定的方式。 第一种是将该化合物的燃烧焓或其他能量数据与结构类似但不受应变影响的参考化合物相比（例如前面甲基环戊烷的例子），但是，寻找合适的参考化合物通常较为困难。第二种方式是利用Benson基团增量理论，增加或延长化合物上的部分基团(如引入新的烷基或是利用取代反应改变分子结构)可以得到一种新的化合物，由经验进行加和计算可以估计出新化合物的燃烧焓。而燃烧焓估计值和实验值的能量差主要由应变造成，由此即可估计分子应变能的大小。

## 應變能的類型

### 凡得瓦張力
凡得瓦張力（或立體張力、范德华斥力、范氏张力），是未鍵合的原子因分子的立体构型要求而被迫靠近，使得两原子的间距小于两者凡得瓦半径而产生的排斥力。凡得瓦張力模型中互相作用的原子或基团之間彼此间隔四個鍵。基团的大小是影響立體張力的重要因素，体积庞大的叔丁基的凡得瓦張力比甲基大得多。
Brown 等人进行了關於三烷基胺和三甲基硼加合物立體張力的研究。他们发现当三烷基胺的烷基链大小增加时，加合反应平衡常數就會下降。利用三烷基胺和三甲基硼之間甲基基團的立體張力可以計算不同基团造成的立體張力的差异。

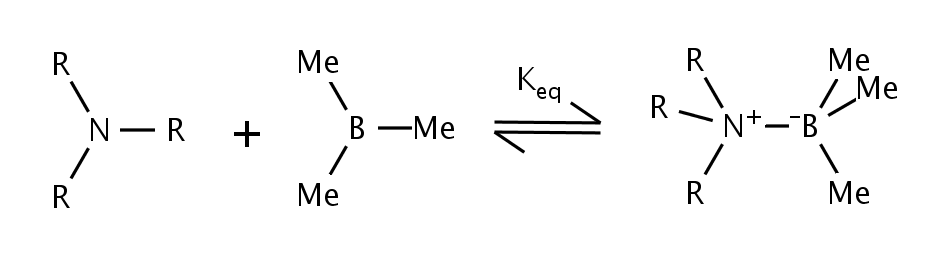
三烷基胺和三甲基硼形成的加合物中存在凡得瓦張力

#### 顺式-戊烷張力

顺式-戊烷相互作用

戊烷的两种邻交叉-邻交叉式构象能量有所不同，邻交叉(-)-邻交叉(+)式构象的能量比邻交叉(+)-邻交叉(+)式构象高约3 kcal/mol（13 kJ/mol）。 邻交叉(-)-邻交叉(+)式构象中形成了类似環戊烷的结构，在此结构中，分子两端的甲基靠得很近，斥力大。而另一个构象中则不存在这种空间效应。
对于其他类似的分子，当分子中的部分结构采取邻交叉(-)-邻交叉(+)构象时，也易使得结构两端体积较大的基团过于靠近而令分子的能量升高，产生应变能，降低分子的稳定性。

#### 烯丙基張力

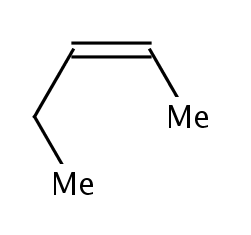
烯丙基甲基和乙基基團在此构象中相當靠近

烯丙基张力（或A1,3张力）与邻交叉(-)-邻交叉(+)-戊烷张力的基本模型较为相似。例如2-戊烯的乙基取代基在如图所示的构象中与另一端的甲基均朝向分子内侧，十分靠近，有较为明显的斥力。因此，这类物质倾向于采取折线形的构象以避免基团间产生烯丙基张力。

#### 1,3-二直键張力
1,3-二直键张力与邻交叉(-)-邻交叉(+)-戊烷张力类似。这种张力主要因环己烷直键位置上的取代基间空间距离接近，发生相互作用而产生。此外，直键取代基与相邻的两个亚甲基之间的扭转张力对此也有一定的贡献（但此张力在平伏键仍然存在）。1,3-二直键张力的应变能很大程度上取决于取代基的空间大小。
对于一个给定的环己烷取代基，由于1,3-二直键张力的存在，其处于直立键的构象的能量与处于平伏键时的构象能量不同。这两个构象间的能量差称为A值。A值可以通过热力学方法测得。例如，利用Meerwein-Ponndorf-Verley还原和Oppenauer氧化之间的平衡可以测定环己醇的A值。

### 扭转張力
扭转张力是对抗键旋转所产生的张力。
当间隔三个键的原子处于重叠式时，由于重叠式构象不稳定，会产生扭转张力。例如，乙烷的重叠式构象比交叉式构象能量高2.9 kcal/mol（12 kJ/mol）。
以前的主流观点认为，重叠式能量较高是因为沿C-C键方向投影相重合的各对氢原子之间存在着范德华斥力。但是对于乙烷来说，氢的范德华半径很小，这种斥力并不明显。最近的研究表明，乙烷采取交叉式构象的主要原因是交叉式构象存在超共轭效应。
较复杂的分子可能有多种交叉式构象，这些交叉式构象间的能量往往不同。如，对交叉构象的丁烷比邻交叉构象的丁烷稳定3.8 kcal/mol（16 kJ/mol）。

### 環張力
根据价层电子对互斥理论，在稳定的分子结构中，电子对间应当尽量远离，互相保持在一个最优的角度。但是，在实际分子中，键角大小常常会偏离理想值。这种应变称为角张力或Baeyer应变。对于角张力，最简单的例子是小环烷烃，如环丙烷、环丁烷。下表示出了一些环烷烃的应变能。
| 環大小 | 應變能 (kcal/mol) | 应变能（kJ/mol） |    | 環大小 | 應變能 (kcal/mol) | 应变能（kJ/mol） |
| ------ | ----------------- | ---------------- | -- | ------ | ----------------- | ---------------- |
| 3      | 27.5              | 115              | 10 | 12.4   | 51.9              |                  |
| 4      | 26.3              | 110              | 11 | 11.3   | 43.7              |                  |
| 5      | 6.2               | 26               | 12 | 4.1    | 17                |                  |
| 6      | 0.1               | 0.4              | 13 | 5.2    | 22                |                  |
| 7      | 6.2               | 26               | 14 | 1.9    | 8.0               |                  |
| 8      | 9.7               | 40.6             | 15 | 1.9    | 8.0               |                  |
| 9      | 12.6              | 52.7             | 16 | 2.0    | 8.4               |                  |

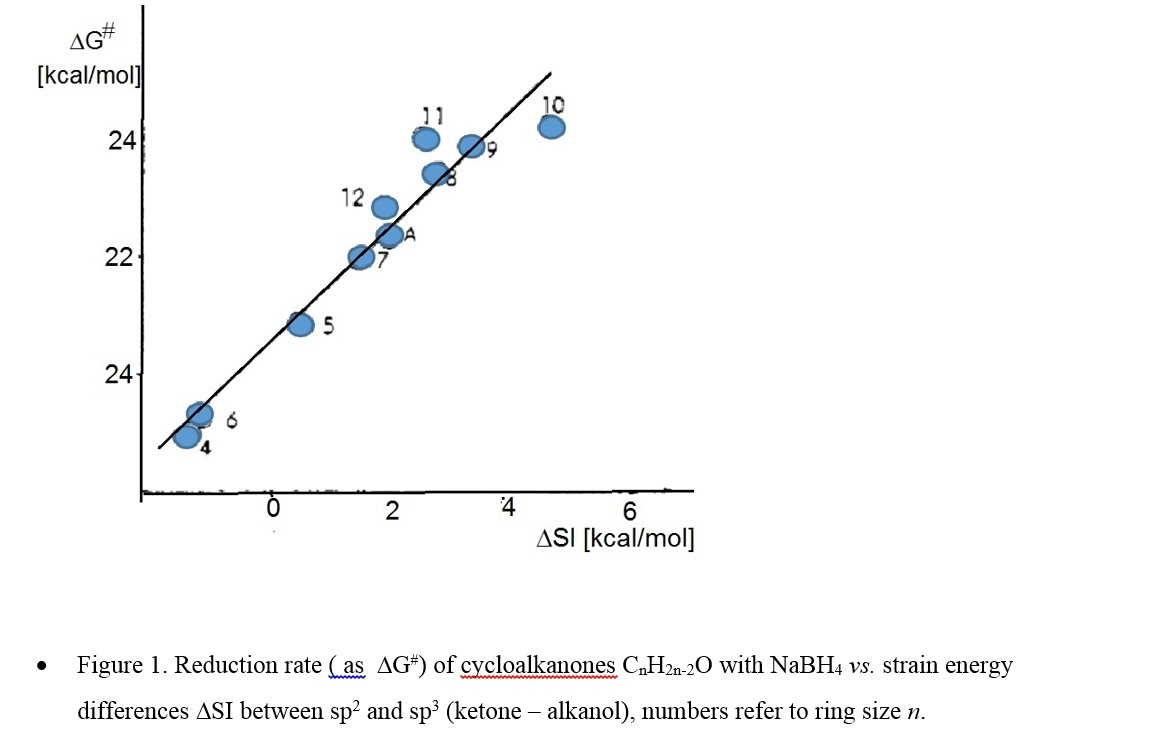
图1 B

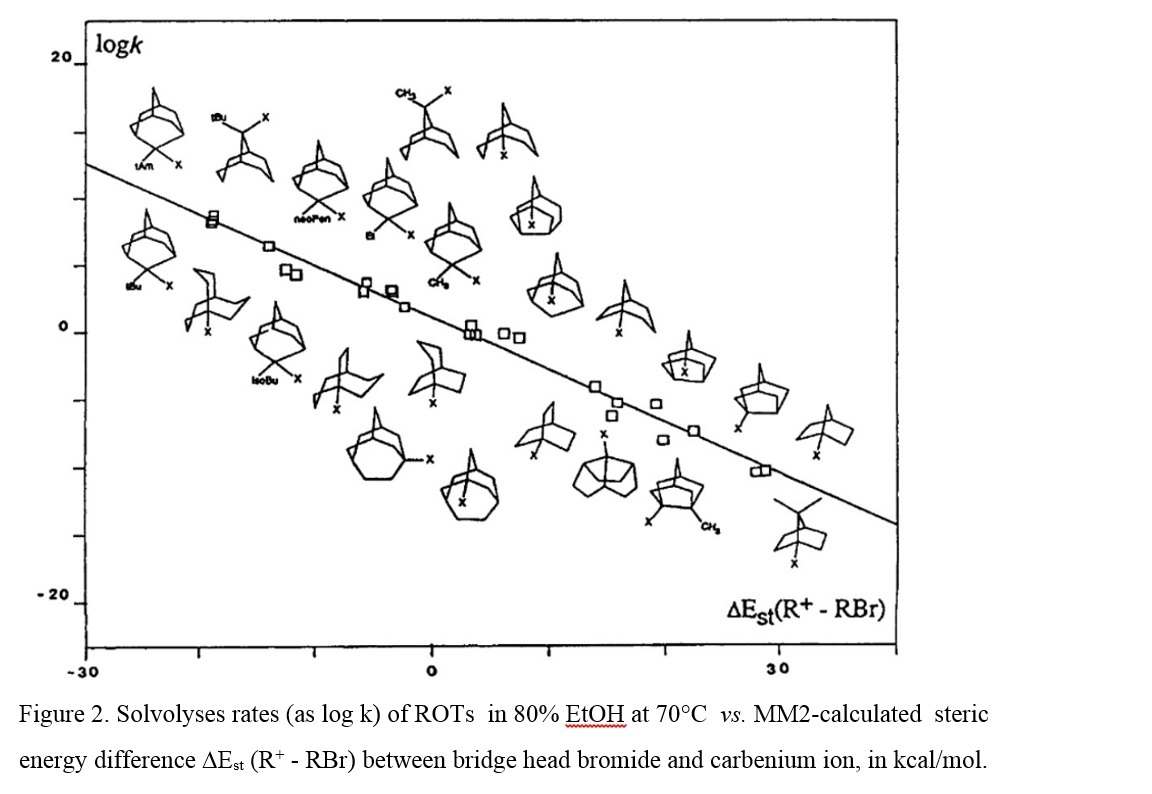
图2 B

此外，在环状分子中，常常还会有皮策应变。H.C. Brown曾将这些张力和跨环张力总结为内部张力。脂环化合物有许多涉及原子杂化方式的转变（一般是sp2与sp3间相互转化）的反应，这些反应的倾向往往会与相应结构的应变能差相关。例如，随着sp2与sp3对于分子的应变能差增加，酮的还原率明显增加（图1 B）。
另一个例子是桥头甲苯磺酸酯的溶剂解，该过程显著受桥头碳sp2与sp3的应变能差影响（图2 B）。
理论上無環化合物也可能出現角張力，但这种现象十分罕见。

#### 小環烷烴類
环己烷几乎没有应变能，因此，常将其作为确定环烷烃有无环张力的基准。 一般来说，小环烷烃通常具有较大的应变能。例如，在环丙烷中，C-C键间的键角为60°，远低于sp3杂化的理想角度109.5°；此外，环丙烷中的氢为重叠式构象。这些因素使得环丙烷的应变能极大。与环丙烷类似，环丁烷也有很大的应变能，因为它的C-C键间键角仅有88°，且氢原子间也接近重叠式构象。环丙烷和环丁烷的应变能分别高达27.5 kcal/mol（115 kJ/mol）和26.3 kcal/mol（110 kJ/mol）。相比前两者，环戊烷的键角压缩程度有较大疏解，且分子内部发生了键扭转，减少了重叠式氢之间的斥力，因此，环戊烷的张力较小，应变能仅6.2 kcal/mol（26 kJ/mol）。

#### 中环张力
由于具有明显的扭转张力，中环（7-13元环）的应变能比大环更大。虽然中环体系中容易发生1,5-迁移反应可能表明中环体系内的跨环位点十分接近，这也意味着分子内可能存在较大的跨环斥力，但分子力学计算表明，跨环斥力并不是中环张力的主要贡献因素。

#### 雙環系統
双环系统中的应变能通常是每个环中应变能的总和。但是，有时候环系间相结合还会引入额外的张力。